# Lumbrera (náutica)
La lumbrera es un abertura practicada en la cubierta de una embarcación para permitir el ingreso de luz natural y salida de aire caliente de la sala de máquinas o de otros espacios interiores.
La lumbrera debe permitir cerrarse en forma estanca en momentos de mal tiempo.

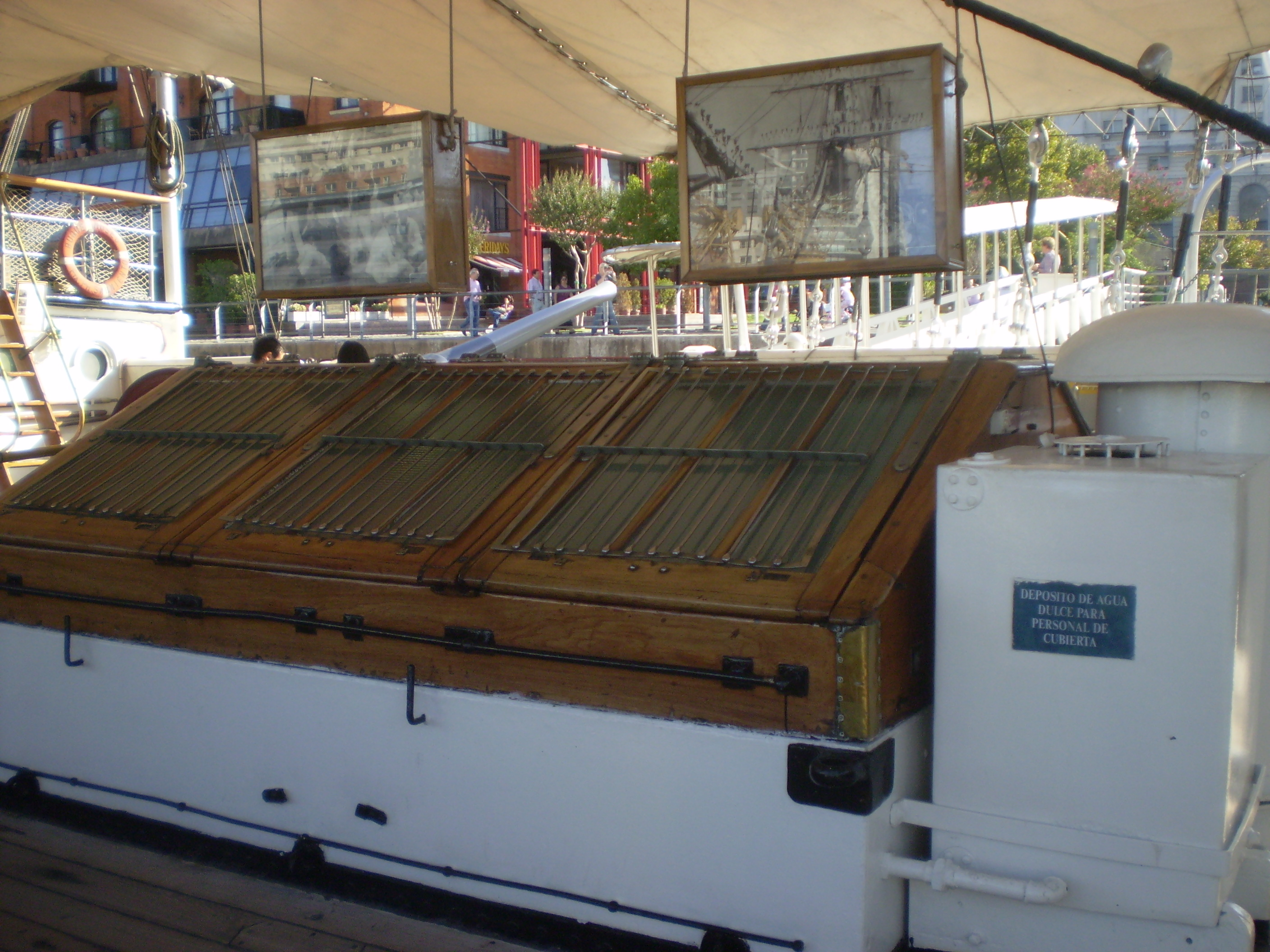
Lumbrera de comedores
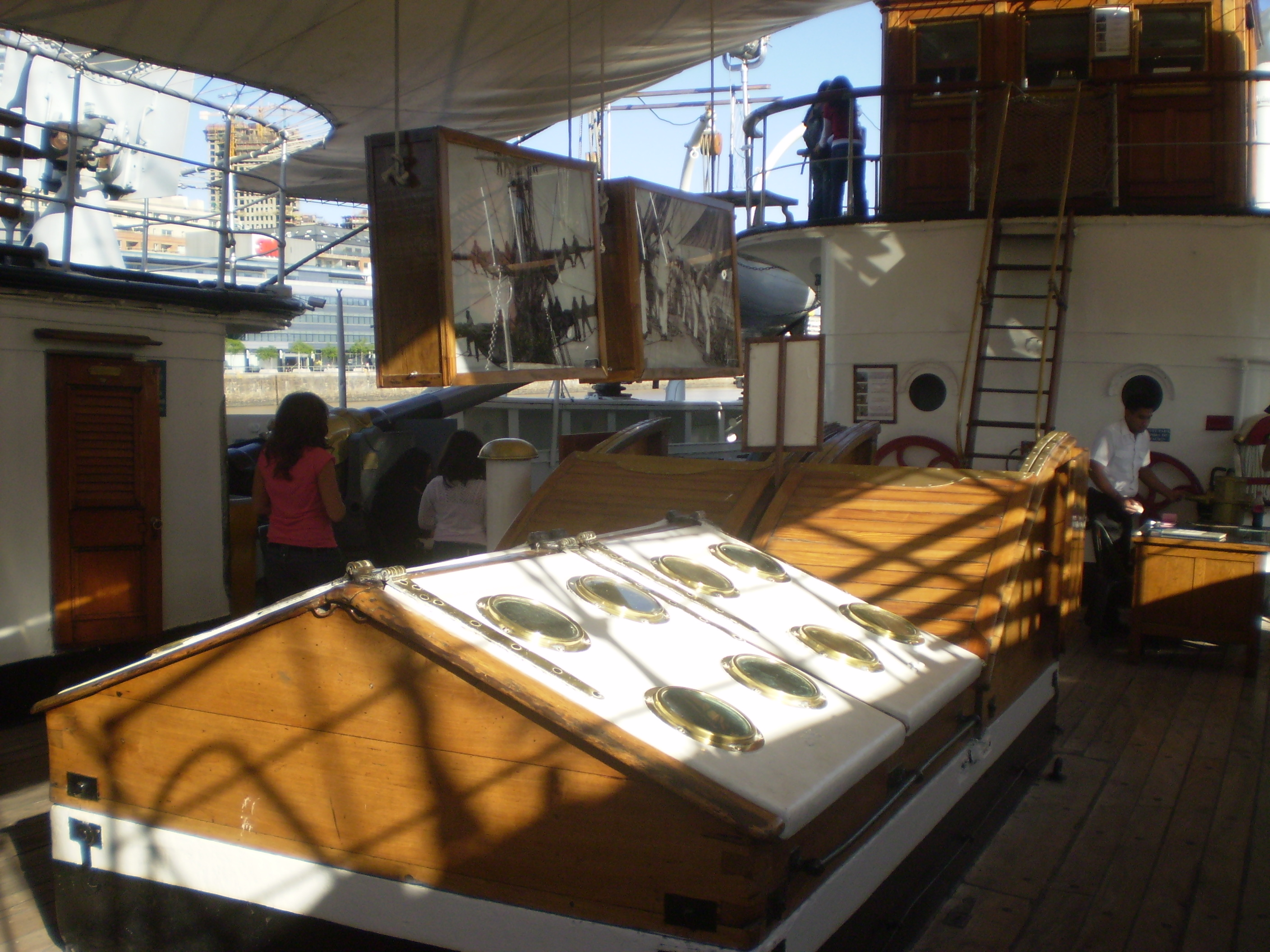
Lumbrera de sollados de proa

- Datos: Q5984800